# あこがれ (麻丘めぐみのアルバム)
『あこがれ』は、麻丘めぐみ通算2枚目のスタジオ・アルバム。発売日は1972年12月20日。発売元はビクター音楽産業（現：ビクターエンタテインメント）。規格品番：SJX-116。1991年4月21日に初CD化された。

## 解説
既発表シングル「悲しみよこんにちは」とそのB面曲「もしかしたら」を含む、2作目のアルバム。シングル関連曲以外は、オリジナル楽曲で構成されている。同アルバムから「女の子なんだもん」と「見果てぬ夢（B面曲）」がシングルとしてリカットされた。
1991年には、本作品と前アルバム『さわやか』（1972/8/5）が1作にまとめられ、『定番コレクション2in One 「さわやか + あこがれ」』として初CD化された。芸能生活50周年を迎えた2009年には、リマスタリングで高音質化された紙ジャケット仕様で初めて単独復刻された。タイトルは『あこがれ +12』。1974年6月5日に発売された『グランド・デラックス』（規格品番：GX-3）にのみ収録されていた未CD化音源や、その他カラオケ音源がボーナス・トラックで11曲追加収録されている。12曲目「初めての恋」と13曲目「バラのかげり」（南沙織のカヴァー曲）の合間には、10秒程度のブランク・タイムが挿入された。

## 収録曲

### LP盤
※全作詞：千家和也
Side A
1. 悲しみよこんにちは
作曲：筒美京平／編曲：高田弘
2. 忘れるために
作曲・編曲：筒美京平
3. 見果てぬ夢
作曲・編曲：筒美京平
4. さよならの丘
作曲・編曲：高田弘
5. 愛の迷い子
作曲・編曲：筒美京平
6. 手紙
作曲・編曲：高田弘

Side B
1. 女の子なんだもん
作曲・編曲：筒美京平
2. やくそく
作曲：筒美京平／編曲：高田弘
3. 恋する17才
作曲・編曲：高田弘
4. 大人になる日
作曲：筒美京平／編曲：高田弘
5. もしかしたら
作曲：筒美京平／編曲：高田弘
6. 初めての恋
作曲：筒美京平／編曲：高田弘

### CD盤（1991年・2002年版）
定番コレクション2in One 「さわやか + あこがれ」
- M-1〜12の作家は項目『さわやか』参照のこと。

1. 芽ばえ
2. としごろ
3. お母さん
4. 海辺の白い家
5. さよならのブルース
6. ふたたび愛を
7. 素晴らしき16才
8. 愛するハーモニー -I'd Like To Teach The World To Sing-
9. ママに捧げる詩 -Mother of Mine-
10. たそがれ
11. 思い出の日記
12. 希望の旅
13. 悲しみよこんにちは
14. 忘れるために
15. 見果てぬ夢
16. さよならの丘
17. 愛の迷い子
18. 手紙
19. 女の子なんだもん
20. やくそく
21. 恋する17才
22. 大人になる日
23. もしかしたら
24. 初めての恋

### CD盤（2009年）
1. 悲しみよこんにちは
2. 忘れるために
3. 見果てぬ夢
4. さよならの丘
5. 愛の迷い子
6. 手紙
7. 女の子なんだもん
8. やくそく
9. 恋する17才
10. 大人になる日
11. もしかしたら
12. 初めての恋
13. バラのかげり -ボーナス・トラック-
  - 作詞: 有馬三恵子、作曲: 筒美京平、編曲: 穂口雄右
  - 原曲歌唱: 南沙織（1974年3月21日発売の11thシングル）
14. 恋の風車 -ボーナス・トラック-
  - 作詞: 林春生、作曲: 筒美京平、編曲: 高田弘
  - 原曲歌唱: チェリッシュ（1974年1月15日発売）
15. 誰も知らない -ボーナス・トラック-
  - 作詞: 岩谷時子、作曲: 筒美京平、編曲: 高田弘
  - 原曲歌唱: 伊東ゆかり（1971年10月25日発売）
16. さすらいの天使 -ボーナス・トラック-
  - 作詞: 橋本淳、作曲: 筒美京平、編曲: 穂口雄右
  - 原曲歌唱: いしだあゆみ（1972年1月25日発売）
17. 夢でいいから -ボーナス・トラック-
  - 作詞: 橋本淳、作曲: 筒美京平、編曲: 高田弘
  - 原曲歌唱: いしだあゆみ（1968年6月10日発売の日本コロムビア移籍1stシングル「太陽は泣いている」B面曲）
18. 色づく街 -ボーナス・トラック-
  - 作詞: 有馬三恵子、作曲: 筒美京平、編曲: 穂口雄右
  - 原曲歌唱: 南沙織（1973年8月21日発売の9thシングル）
19. 涙の中を歩いてる -ボーナス・トラック-
  - 作詞: 橋本淳、作曲: 筒美京平、編曲: 穂口雄右
  - 原曲歌唱: いしだあゆみ（1970年3月25日発売）
20. あなたならどうする -ボーナス・トラック-
  - 作詞: 橋本淳、作曲: 筒美京平、編曲: 高田弘
  - 原曲歌唱: いしだあゆみ（1969年4月15日発売）
21. 悲しみよこんにちは -オリジナル・カラオケ-
22. もしかしたら -オリジナル・カラオケ-
23. 女の子なんだもん -オリジナル・カラオケ-
24. 忘れるために -オリジナル・カラオケ-

## 発売履歴
- 1972年12月20日 - LP、規格品番：SJX-116
- 1991年04月21日 - CD（2in One「さわやか + あこがれ」）、規格品番：VICL-150
- 2002年12月15日 - CD（2in One「さわやか + あこがれ」）、規格品番：VSCD-3715
- 2009年03月25日 - CD（紙ジャケット仕様、リマスタリング、本人インタビュー付）、規格品番：VICL-63258